# Protestele din Iran din 2019
Protestele din Iran din 2019 sunt o serie de proteste civile care au avut loc în mai multe orașe din Iran, inițial de la creșterea cu  50%–200% (aproximativ 6,5–19,5 cenți SUA) a prețurilor la combustibil, dar ulterior s-au extins până la un strigăt împotriva actualului guvern din Iran și a liderului suprem Ali Khamenei. Protestele au început în seara zilei de 15 noiembrie și în câteva ore s-au răspândit în 21 de orașe, în timp ce videoclipurile protestului au început să circule online. Imaginile protestelor violente au fost distribuite pe internet, iar protestele au ajuns la nivel internațional.
Deși protestele au început ca adunări pașnice, represiunile guvernamentale au determinat o revoltă împotriva întregului guvern iranian. Guvernul iranian a folosit tactici letale pentru a opri protestele, inclusiv o oprire a internetului la nivel național, împușcarea protestatarilor morți de pe acoperișuri, elicoptere și la distanță apropiată cu focuri de mitralieră. Forțele guvernamentale au procedat apoi la confiscarea cadavrelor protestatarilor morți și le-au transportat pentru a masca adevăratul număr de victime și gravitatea protestelor. Familiile protestatarilor uciși au fost amenințați de guvern să vorbească în mass-media sau să țină funeralii. Deși în prezent nu există un număr concludent de victime, estimările curente suspectează că guvernul a ucis peste 1.000 de cetățeni iranieni.
Cracarea guvernului a determinat o reacție violentă a protestatarilor care au distrus 731 de bănci guvernamentale, inclusiv banca centrală a Iranului, nouă centre religioase islamice, au doborât panouri publicitare antiamericane și afișe și statui ale liderului suprem Ali Khamenei. 50 de baze militare guvernamentale au fost atacate și de protestatari. Această serie de proteste au fost clasificate drept cele mai violente și mai severe de la ascensiunea Republicii Islamice Irane în 1979. 
Pentru a bloca schimbul de informații cu privire la proteste și moartea a sute de protestatari pe platformele de socializare, guvernul a blocat internetul la nivel național, ceea ce a dus la o întrerupere aproape totală a internetului de aproximativ șase zile. 

## Vezi și
- Protestele din Irak din 2019